# Пакгаузное шоссе
Пакга́узное шоссе — шоссе, расположенное в Северном административном округе города Москвы на территории Головинского района. Нумерация домов ведётся от Онежской улицы.

## История
Шоссе названо в 1942 году по своему направлению к складам-пакгаузам Савёловского направления Московской железной дороги.

## Расположение
Улица начинается от Онежской/Михалковской улицы и идёт на северо-восток, параллельно Малому кольцу Московской железной дороги. В районе железнодорожной станции «Лихоборы» шоссе заканчивается, переходя в безымянный проезд.

## Транспорт

### Наземный общественный транспорт
По улице не проходят маршруты наземного общественного транспорта. Ближайшие остановки:
- «Локомотивное депо „Лихоборы“» на Михалковской улице: автобусы № 90 (м. «Войковская» — м. «Речной вокзал»), 123, 621 (м. «Войковская» — м. «Водный стадион»).
- «Онежская улица — Колледж» на Онежской улице: автобусы № 22 (НАМИ — м. «Динамо» — ул. 8 марта), 72 (м. «Савёловская» — м. «Водный стадион»), 90, 123, 801 (м. «Тимирязевская» — ул. Вучетича — м. «Речной вокзал») (в обе стороны).

### Железнодорожный транспорт
- Станция Коптево Московского центрального кольца — в границах бывшей грузовой станции Лихоборы, — в 90 м к югу от конца улицы.

- «Головино-Плаза», дом № 1
- Шоссе заканчивается тупиком и складскими территориями